# Pryma
Pryma was een Nederlandse buurtsupermarktketen van Jumbo Groep Holding B.V., die eigendom was van Stichting Administratiekantoor Van Eerd Groep Holding. Pryma was een kleine en regionale keten waarvan de laatste winkel in Handel (Gemert-Bakel) op 1 juli 2021 sloot.
De Pryma had tot midden jaren '90 naast de buurtsuperformule ook een discountformule onder de naam Pryma Discount.

## Voormalige winkels
- Berghem
- Breskens
- Broekhuizen
- Cuijk
- Deest
- Geldrop
- Handel
- Middelburg-Klarenbeek
- Montfort
- Nijmegen-Lindenholt
- Nistelrode
- Oirsbeek
- Oirschot
- Philippine
- Scharendijke
- Stein
- Terneuzen
- Tilburg
- Uden
- Veghel
- Venray
- Vrouwenpolder
- Zierikzee

niet compleet

## Krimp
De laatste jaren voor opheffing kromp Pryma steeds verder door o.a. ombouw naar Jumbo. In Montfort is in september 2016 de Pryma vervangen door de Emté. De vestiging in het Limburgse Broekhuizen is op 28 oktober 2016 gesloten wegens gebrek aan opvolging. In 2021 werd bekend dat ook de laatste winkel van de keten in Handel per 1 juli 2021 de deuren ging sluiten.